# Dann ist nichts mehr wie vorher
Dann ist nichts mehr wie vorher ist ein Drama des Regisseurs Gerd Roman Frosch, der gemeinsam mit Edeltraud Rabitzer auch das Drehbuch schrieb, aus dem Jahr 1986.

## Handlung
Durch die Welt des Kinos beeinflusst, flieht ein 18-Jähriger aus dem Großstadtalltag und sieht seine eigene Verwirklichung in der Welt der Mythen, die ihm die Kinofilme zu bieten scheinen. Als die Polizei einen Mörder verhaftet und er bei dieser Amtshandlung zusieht, fasziniert ihn die Gelassenheit, die die Verdachtsperson im Moment der Verhaftung an den Tag legt.
Durch den gleichen Umstand lernt er auch eine scheinbar von Geheimnissen umgebene Frau kennen, die noch dazu äußerst attraktiv wirkt. Durch die Kumulation dieser Umstände scheinen die Tagträume des Heranwachsenden Wirklichkeit zu werden.

## Produktionsnotizen
OLGA FILM GmbH (München) produzierte im Auftrag des Bayerischen Rundfunks. Gedreht wurde bereits zwei Jahre bevor der Film im BR ausgestrahlt wurde.

## Erscheinungstermine und abweichende Filmtitel
Dann ist nichts mehr wie vorher wurde am 2. September 1988 erstmals im BR ausgestrahlt. Auf dem Toronto International Film Festival wurde der Film unter dem englischen Titel Then Nothing Is the Same Anymore am 12. September 1987 gezeigt.

## Kritiken
Das Fazit des Lexikon des internationalen Films lautet: „Erstlingsfilm über die unüberwindbare Kluft zwischen Realität und Mythos sowie die Brüchigkeit von (Tag-)Träumen“.